# 工漂族
“工漂族”是指近年来农民工群体尤其是新生代劳动力务工周期短、频繁换工的一种现象。职业流动是指劳动者在不同职业之间的变动，是劳动者放弃又获得劳动角色的过程。工漂族的出现和发展对其个人，用工单位以及社会都带来了一定影响，其中以近期讨论较为热烈的“用工荒”为主要代表。但不可否认的，工漂族的出现也会为我们的生活和今后劳动市场环境带来一些好处。

## 定义

### 工漂族
“工漂”是一种行为，同时又是一种现象。“工漂”，就意味着其行为主体在每个工作岗位的务工周期缩短，因而就形成了所谓的“短工化”，所以“工漂”是短工化的一种表现。与此同时，“工漂”，频繁换工的实质就是“工漂族”这一群体的职业流动加快，“短工化”这是描述了当前这一群体职业流动速度加快的的现实。

而作为“工漂”一词的延伸概念，“工漂族”最早出现在2012年2月，是指80、90后就业特点呈现高流动性的新生代农民工群体。2012年2月，正是“短工化”报告引起热议之时，多由于报告里的调查人群为农民工，并且报告里对比了新老农民工的就业时间长短和换工次数发现新生代农民工的就业时间较短、换工次数较上一代，所以“工漂族”与新生代农民工群体就这样相联系而被百科描述为“就业呈现高流动性和短工化的80、90后新生代农民工群体”，目前由于对于“工漂族”的学术研究较少，所以它还没有一个严格的定义。但根据新闻以及事实情况，工漂族应至少具有以下几个特征：高流动性、流动区域打、新生代。

### 工漂、短工化、职业流动之间的关系
“工漂”，顾名思义是指在不同的工作岗位上频繁换工，就如同漂泊。而“短工化”一词于2012年2月出自工众网工众研究中心与清华大学社会学系联合发布的《农民工就业“短工化”趋势》调研报告，是指近年来农民工群体尤其是新生代农民工务工周期短、频繁换工的一种现象。职业流动是指劳动者在不同职业之间的变动，是劳动者放弃又获得劳动角色的过程。

## 背景

### 就业环境
由于中国在工业化和经济发展过程中享有人口红利的优势，主要采取劳动力密集型的生产方式，改革开放依赖，农业生产部门的劳动力大规模向城市工业生产部门流动，总体上来说劳动力市场供过于求，这就造成了较低的工资率和较为恶劣的用工环境。

### 生长环境
现今而言，80后90后的劳动力从小的生长环境较其祖辈父辈而言有了较大的改善，衣食住行等方面都有了长足进步。生长环境上的区别使得他们吃苦耐劳的精神远低于其父辈，人生观价值观方面也有了较大改变，削弱了其对于工作的忍耐程度。

### 生存环境
现在的新生代劳动力相比于其父辈，身上所承担的养家糊口的压力减轻了许多，他们面临的生存环境较为温和，基本不会陷入没有工作就吃不饱饭的地步。这样的环境进一步削弱了新生代劳动力对稳定工作和稳定工资的追求。

综合上述三点主要原因，“工漂族”的出现是由于个人成长经历中形成的价值观，与现实劳动力生存环境之间的冲突所导致的，是劳动力群体自身特质的改变与固有劳动力雇佣体系的矛盾。

## 现状
随着时间的发展，中国劳动力市场中的劳动力年龄结构逐渐发生变化。老一辈劳动力在逐渐退出劳动力市场，而新生代劳动力在逐渐占据劳动力市场的主体。此时，由新生代劳动力的高流动性所带来的
“用工荒”的出现，应该引起人们的高度重视。据统计，中国现阶段的新生代农民工，即1980年及以后出生的农民工总数约有8487万人，占农民工总数的58.4%，已成为外出农民工的主体。而一项调查表明，新生代农民工中有六成人会因为“工资比较低”、近四成人因为“没有发展机会”和“影响健康”等原因选择离开原工作单位。

## 影响

### 劳动力
劳动力的工漂行为不仅仅是因为自身价值观和所处的用工环境，和其自身的相关技能和素质也有一定关系。长期的高流动性和宽泛的地域流动和行业流动，给劳动力自身相关职业技能等人力资本的训练和培养造成了一定阻碍，延长了其从行业新手到拥有一定专业技能和专业素质的熟练工，对其自身的职业生涯有不利影响。

### 用工单位
近期，新闻媒体报道许多篇关于“用工荒”的文章，其中以建筑业最为严重。工漂族的出现和劳动力流动速度的加快无疑给用工单位增加了许多风险和成本。首先，企业将一个新手培养成具有本行业技能的劳动力需要付出一定的培训成本和时间成本，而劳动力的高流动性会讲企业的培训频率大幅提高。一个劳动力培训完或培训中途就离开了，这样的情况并不少见。同时，由于劳动力的流动性增大，企业在维持日常正常生产方面所承担的风险增大，时时刻刻都将面对某一环节的工人流出所带来的影响。

### 社会
劳动力的高流动性给社会带来了一定程度上的不稳定性。由于各地域之间的环境和文化都有区别，劳动力流入一个陌生的环境时可能遇到的和可能造成的问题会对当地的社会造成一定消极影响，增大色会成本。

## 好处
随着劳动力自我意识和维权意识的增强，其所表现出的高流动性使得传统的劳动力市场供求结构发生一定程度上的变化，需求的增加逐渐超过实际劳动力供给，有助于推动工资率的上升和相应配套工作设施和工作环境的优化，维护劳动力的权益。同时，一定程度上的流动性可以使得各个区域之间沟通交流增加，各个行业之间的联系加强，有助于信息的传递和行业的进步。对于劳动力个体而言，适度的流动可以增广眼界，积累经验，也能重塑自身认识和定位，在广阔的搜寻中找到自己较为适合和擅长的工作，更好地实现自身价值。